# Komputer cyklu

Zakresy wartości referencyjnych dla stężenia hormonów we krwi w różnych fazach cyklu menstruacyjnego. Od góry wykresy dla: estradiolu, progesteronu, FSH i lutropiny.

Komputer cyklu (także monitor cyklu) – urządzenie medyczne ułatwiające rozpoznanie fazy cyklu miesiączkowego kobiety. Dzięki stosunkowo wysokiej precyzji pomiarów, monitory cyklu mogą służyć zarówno w planowaniu zajścia w ciążę poprzez skorelowanie terminu współżycia ze szczytem płodności, jak i jako narzędzie diagnostyczne w leczeniu niepłodności. Może także służyć do wyznaczania odpowiedniego terminu wizyty u ginekologa oraz do przewidywania niektórych typów migrenowych bólów głowy. Ponadto komputery cyklu potrafią też rozpoznać ciążę.

## Zasada działania
Niektóre spośród urządzeń tego typu działają na zasadzie wprowadzania informacji między innymi o temperaturze ciała. Pomiar taki dokonywany być może w jamie ustnej każdego dnia po przebudzeniu się. Przez pierwsze 2-3 cykle urządzenie takie uczy się rozpoznawania faz cyklu miesiączkowego konkretnej użytkowniczki za pomocą oprogramowania stworzonego na podstawie analizy około miliona cykli. Wykorzystany model matematyczny pozwala wyeliminować zakłócający oznaczenie fazy cyklu wpływ stresu czy pominięcia niektórych pomiarów. Z kolei inne mierzą stężenie hormonów we krwi bądź moczu pacjentki, z kolei jeszcze inne badają przewodnictwo elektryczne śliny i śluzu szyjkowego.

## Ocena skuteczności
Lady-Comp, Baby-Comp oraz Pearly cechują się wskaźnik Pearla wynoszącym 0,64, w innym badaniu 0,7. W przypadku komputera ClearPlan jedno badanie wykazało skuteczność wykrywania terminu owulacji na poziomie 91,1%. Z innych badań wynika, że monitor ten ma tendencję do niedoszacowywania terminu owulacji, z kolei badanie śluzu szyjkowego zazwyczaj wskazuje termin późniejszy, niż faktyczny termin owulacji wyznaczony metodami laboratoryjnymi.